# ماري ريان
ماري ريان (بالإنجليزية: Mary Ryan)‏ هي ممثلة أمريكية، ولدت في 11 نوفمبر 1885 ببروكلين في الولايات المتحدة، وتوفيت في 2 أكتوبر 1948 في الولايات المتحدة بسبب مرض.

## وصلات خارجية
- ماري ريان على موقع IMDb (الإنجليزية)
- ماري ريان على موقع أول موفي (الإنجليزية)
- ماري ريان على موقع قاعدة بيانات برودواي على الإنترنت (الإنجليزية)
- ماري ريان على موقع قاعدة بيانات الفيلم (الإنجليزية)
- ماري ريان على موقع كينوبويسك (الروسية)